# Tordylium syriacum
Tordylium syriacum är en flockblommig växtart som beskrevs av Carl von Linné. Tordylium syriacum ingår i släktet Tordylium och familjen flockblommiga växter. Inga underarter finns listade i Catalogue of Life.